# Курти, Карло
Карло Курти (род. 6 мая 1859, Галликкьо — 8 мая 1922 г., Мехико), также известный как Карлос Курти — итальянский музыкант, композитор и руководитель оркестра. Он переехал в Соединенные Штаты и внёс огромный вклад в популяризацию мандолины в американское общество, а так же основал в 1884 году один из старейших мексиканских оркестров Orquesta Típica Mexicana. Оркестр под его руководством представлял Мексику на Всемирной промышленной и хлопковой выставке столетия в Новом Орлеане. Курти одел свою мексиканскую группу в костюмы, выбрав наряд ковбоя чарро. Патриотическая ценность того, что Мексика была представлена на международной арене, дала толчок группам мариачи (которые обычно подавлялись социальной элитой). Мариачи начали использовать наряды чарро, как это сделал оркестр Курти, выражая гордость за то, что они мексиканцы. Его оркестр (Orquestra Típica Mexicana) был назван «предшественником групп мариачи».
Он был руководителем оркестра, композитором, педагогом в Conservatorio Nacional de Música (Мексиканская национальная консерватория музыки), ксилофонистом, скрипачом, мандолинистом и автором метода мандолины. В своей более поздней карьере он руководил оркестром в нью-йоркском отеле Уолдорф-Астория.
Также известен как композитор жанра сарсуэла и танцевальной музыки, среди его самых известных мелодий — «Типика» и «Цветок Мексики». Его брат-арфист Джованни (Хуан или Джон) Курти также был членом его оркестра.

## Биография

### Испанские Студенты
Курти родился в Галликкьо, провинция Потенца, Базиликата. Примерно через пять лет после того, как он прибыл в Соединенные Штаты (около 1875 г.), Курти увидел возможность подражать одной из величайших трупп того времени Estudiantina Figaro, также известной как Estudiantina Figueroa или труппа «Испанских Студентов», костюмированная, танцевальная, играющая на бандуррие группе из Испании, гастролировавшая по Соединенным Штатам (а также в Великобритании и некоторых частях Южной Америки в начале 1880-х годов).
Он создал группу, похожую на «Испанских Студентов», но состоящую из итальянцев, играющих на мандолинах. Группа откровенно использовала имя «Испанских Студентов» во время гастролей по Соединенным Штатам. Использование подражателями мандолин помогло вызвать огромный общественный интерес к инструменту, ранее относительно неизвестному в Соединенных Штатах. Они произвели впечатление на людей, и мандолина, а не бандуррия стала популярной в Соединенных Штатах и Европе.

### Orquesta Típica Mexicana
Благодаря его знаниям о сложных костюмированных спектаклях, в которых он участвовал, он создал новое шоу в Мексике, которое называлось Orquesta Típica Mexicana (Мексиканский типичный оркестр). Первоначально он состоял из 19 музыкантов, большинство из которых были из Conservatorio Nacional de Música (Мексиканская национальная консерватория музыки) и распределялись следующим образом:
- Флейта. Анастасио Менесес.
- Арфа. Хуан Курти.
- Сальтерио. Мария Энкарнасьон Гарсия и Мариано Абурто. Гарсия сыграл на 99-струнном Сальтерио, который напоминал цимбалы[20][21].
- Первые бандолы. Андрес Диас де ла Вега. Педро Зариньяна, Мариано Пагани и Аполлонио Домингес.
- Вторые бандолы. Видаль Ордас, Висенте Солис и Хосе Борболла.
- Гитары. Панталеон Давила и Педро Давила.
- Скрипки. Антонио Фигероа и Энрике Паласиос.
- Альт: Буэнавентура Эррера.
- Виолончели. Рафале Галиндо и Эдуардо Габриэлли.
- Ксилофон. Карлос Курти.

#### Первый концерт
Оркестр дебютировал в субботу вечером 20 сентября 1884 года на частном концерте, который проходил в Театре оркестра консерватории и чередовался с оркестром консерватории. Мексиканский типичный оркестр исполнил следующие пять произведений во время третьей части программы:
- 1. Увертюра из оперы «Раймонд» Амбруаза Тома.
- 2. Мазурка «Los Ecos» para solo de Salterio, автор Энкарнасьон Гарсия
- 3. Фантазия на темы из оперы «Норма» Винченцо Беллини.
- 4. Опера «Тангейзер» Рихарда Вагнера
- 5. «Aires Nacionales Mexicanos» (Мексиканские национальные мелодии) Карлоса Курти.

#### Одобрение президента
На этом концерте присутствовал президент Мексики, генерал Порфирио Диас, который в то время назвал группу «Orquesta Típica Mexicana». Президент был заинтересован в поддержке группы, потому что во время своей избирательной кампании у него были проблемы, в которой его оппоненты использовали народную музыку в качестве пропаганды против него. Президент хотел навести порядок, стабильность и привнести современное веяние в Мексику, и музыка была одним из инструментов, которые он использовал. «Aires Nacionales Mexicanos» (Мексиканские национальные мелодии), составленные Курти вместе с этническими инструментами, такими как сальтерио, произвели впечатление на генерала.
Оркестр гастролировал по Мексике, США и Европе. Они давали представления в нескольких местах мексиканской столицы. Оркестр выступил в театре Арбеу в спектакле, посвященном почетным иностранным колониям и мексиканским студентам. 3 декабря 1884 года прошло прослушивание и была одобрена аранжировка Карлоса Курти «Мексиканские национальные мелодии». В результате оркестр был приглашен выступить на New Orleans Universal Expo. В течение следующих трех лет группа совершила несколько туров, первый-в Соединенные Штаты, начиная с выставки в Новом Орлеане и продолжая в Нью-Йорке и нескольких городах США. Второе турне началось в январе 1886 года, посетив Сакатекас 8 января, а затем снова США, Канаду и Кубу, вернувшись в город Мехико в июле 1887 года. Группа внезапно распалась в городе Пуэбла, и мало что стало известно о ее судьбе после столь внезапного распада. Было решено, что музыканты должны вернуться к своей академической деятельности в Национальной Консерватории музыки, которая была заброшена во время гастролей. Среди них был и Курти, который позже посвятил себя дирижированию оркестром Circo Orrín.

#### Оркестр после Курти
Оркестр продолжил свое существование в 1901 году под руководством дирижера Хуана Веласкеса, который был с оркестром и Карлосом Курти во время его второго тура. Третьим руководителем был Мигель Лердо де Техада, который организовал его как Orquesta Típica Lerdo в 1901 году. Оркестр все еще существует спустя 120 лет и 31 мая 2011 года был объявлен «Непостижимым культурным наследием столицы» (Мексики).

### Последние годы
В 1897 году после четырнадцати лет в Мексике Курти вернулся в Нью-Йорк. В начале 1900-х он несколько лет был дирижером оркестра Уолдорф-Астория. Он также создал другую группу под названием «Orquesta Mexicana Curti», с которой делали записи для Columbia Records в 1905, 1906 и 1912 годах. Его дальнейшая жизнь была отмечена трагическими событиями: он испытал финансовые трудности, а его жена Кармен застрелилась 28 января 1914 года. после того, как он потерял работу в Уолдорф-Астория. Затем Курти вернулся в Мехико, где в 1922 году покончил жизнь самоубийством.